# Anderson (Dakota del Sud)
Anderson, anche noto come Anderson Subdivision, è un census-designated place (CDP) degli Stati Uniti d'America della contea di Minnehaha nello Stato del Dakota del Sud. La popolazione era di 371 abitanti al censimento del 2010. La comunità è ad est di Sioux Falls.

## Geografia fisica
Secondo lo United States Census Bureau, il CDP ha una superficie totale di 2,56 km², dei quali 2,54 km² di territorio e 0,02 km² di acque interne (0,71% del totale).

## Società

### Evoluzione demografica
Secondo il censimento del 2010, la popolazione era di 371 abitanti.

### Etnie e minoranze straniere
Secondo il censimento del 2010, la composizione etnica del CDP era formata dal 98,65% di bianchi, lo 0% di afroamericani, lo 0% di nativi americani, lo 0,81% di asiatici, lo 0% di oceanici, lo 0% di altre razze, e lo 0,54% di due o più etnie. Ispanici o latinos di qualunque razza erano lo 0,54% della popolazione.